# 切爾沃涅奧澤羅 (多林斯卡區)
48°6′43″N 32°41′28″E / 48.11194°N 32.69111°E
切爾沃涅奧澤羅（烏克蘭語：Червоне Озеро），是烏克蘭中部的村莊，隸屬基洛夫格勒州的克羅皮夫尼茨基區。該村面積0.82平方公里，海拔高度154米，2001年人口441，人口密度每平方公里535.2人。